# Закрилок з обдуванням
Закрилок з обдуванням (англ. blown flap) — тип закрилка літака, на який після відхилення на його поверхню подається потік повітря з метою видалення турбулентного граничного шару, який обтікає відхилений закрилок. Обдування закрилка усуває явище відриву повітряних потоків від поверхонь закрилків, збільшуючи підіймальну силу крила літака, підвищуючи таким чином ефективність закрилків під час польоту на великих кутах атаки. Це покращує характеристики польоту літаків на малих швидкостях, дозволяє літакам зменшити швидкість приземлення і скоротити дистанцію заходження на посадку. Такий спосіб контролю приграничного шару застосовується в літаках скороченого зльоту та посадки. Прикладом такого літака з активним контролем граничного шару є японський пошуково-рятувальний літак-амфібія «ShinMaywa US-2», який завдяки застосуванню системи обдування закрилків крил та елеронів хвостового оперення здатний летіти з мінімальною швидкістю 90 км/год.

## Принцип дії

Відхилення закрилка зумовлює відірвання струменя повітря від його поверхні

Обдування повітряним (газовим) потоком переднього краю закрилка запобігає відірванню струменя повітря від його поверхні

Існує кілька методів створення повітряного потоку й спрямування його на поверхню закрилків униз. Стиснений повітряний чи газовий потік може створюватися компресорами двигунів літака, окремою спеціальною турбіною, вихлопними газами двигунів. Використання вихлопних газів через їх високу температуру вимагає застосування в конструкції крила жаротривких матеріалів. 

Blackburn Buccaneer із прорізами для видування на передній крайці закрилків, яке сприяє ефекту Коанда потоку повітря над закрилками.

Залежно від методу подачі стисненого повітря чи газів на поверхню розрізняють закрилки зі внутрішнім чи зовнішнім обдуванням.
За внутрішнього обдування повітря від компресора, вихлопні гази реактивного двигуна через вихідні отвори-сопла, які розміщені безпосередньо перед закрилком або на його передній крайці, випускаються, коли закрилки опускаються вниз. 
Системи зовнішнього обдування використовують сприятливе розміщення двигуна і закрилків так, щоб потоки газу й повітря від двигуна обдували закрилки в задній частині крил. Існує два різновиди систем із зовнішнім обдуванням, які відрізняються розміщенням двигунів відносно крила. Якщо двигуни розміщені в гондолі під крилом, то потік вихлопних газів спрямований на нижню поверхню закрилків. Якщо двигуни встановлені на верхній поверхні крила потік газів обдуває верхню поверхню закрилків, охоплюючи її завдяки ефекту Коанда. Системи внутрішнього обдування є аеродинамічно ефективніші, але складніші в обслуговуванні. Натомість системи зовнішнього обдування достатньо потужні та набагато простіші у створенні та обслуговуванні.

## Застосування
Закрилки з обдуванням застосовуються в конструкціях літаків скороченого зльоту і посадки. Так в японському пошуково-рятувальному літаку-амфібії «ShinMaywa US-2» застосована система внутрішнього обдування. Стиснене повітря, необхідне для забезпечення контролю приграничного шару, створює окремий спеціальний турбовальний двигун LHTEC T800 потужністю 1017 кВт, який виробляється компанією LHTEC (Light Helicopter Turbine Engine Company) — спільним підприємством Rolls-Royce і Honeywell для гвинтокрилів.  Подібна система закрилків застосована у конструкції літака А-70.
Концепції зовнішнього обдуву використовуються, зокрема, на літаках C-17 Globemaster III, Ан-74. 